# Harold Charles Bold
Harold Charles Bold (Nova Iorque, 16 de junho de 1909 – 1987) foi um botânico norte-americano.

## Publicações
- The Plant Kingdom (1960),
- Morphology of Plants (1967),
- Com Constantine John Alexopoulos (1907-1986) publicou Algae and Fungi (1967).